# Sputnik 24
A Sputnik 24 (ou Mars 2MV-3 No.1, Korabl 13 ou ainda Mars 1962B), foi uma espaçonave soviética, lançada em 1962 como parte do "Programa Marte", que deveria pousar na superfície de Marte. Devido a um problema com o foguete que a lançou, ela não conseguiu passar de uma órbita terrestre baixa, e acabou reentrando vários dias depois. Essa foi a única espaçonave do modelo Mars 2MV-3 a ser lançada.